# Liste der Monuments historiques in Morsbronn-les-Bains
Die Liste der Monuments historiques in Morsbronn-les-Bains führt die Monuments historiques in der französischen Gemeinde Morsbronn-les-Bains auf.

## Liste der Bauwerke
| Bezeichnung   | Beschreibung              | Standort                               | Kennzeichnung | Schutzstatus | Datum | Bild |
| ------------- | ------------------------- | -------------------------------------- | ------------- | ------------ | ----- | ---- |
| Napoleonsbank | Ruhebank; Sandstein, 1854 | nördlich des Ortes an der D 250 (Lage) | PA00084808    | Inscrit      | 1982  |      |